# Lịch sử Nga (1991–nay)
Với sự giải tán Liên bang Xô viết ngày 25 tháng 12 năm 1991, Liên bang Nga trở thành một quốc gia độc lập.
Nga là nước cộng hòa lớn nhất trong số 15 nước cộng hòa cấu thành nên Liên xô, chiếm hơn 60% GDP và hơn 50% dân số. Người Nga cũng chiếm đa số trong quân đội Liên xô và Đảng cộng sản (CPSU). Vì thế, Nga được hầu hết chấp nhận là quốc gia kế tục của Liên xô về ngoại giao và nắm ghế thành viên thường trực cùng quyền phủ quyết của Liên xô tại Hội đồng Bảo an Liên hiệp quốc (xem Nga và Liên hiệp quốc).
Dù có sự chấp nhận này, nước Nga hậu Xô viết thiếu sức mạnh quân sự và chính trị của Liên xô cũ. Nga đã tìm cách để các nước cộng hòa thuộc Liên xô cũ giải giáp vũ khí hạt nhân và tập trung các nước này dưới sự chỉ huy của các lực lượng tên lửa và không gian vẫn còn mạnh mẽ, nhưng trong hầu hết thời gian quân đội và các hạm đội của Nga hầu như chệch hướng cho tới tận năm 1992. Trước sự giải tán Liên xô, Boris Yeltsin đã được bầu làm Tổng thống Nga vào tháng 6 năm 1991 trong cuộc bầu cử tổng thống trực tiếp đầu tiên trong lịch sử Nga. Tháng 10 năm 1991, khi nước Nga sắp giành được độc lập, Yeltsin đã thông báo rằng Nga sẽ tiến hành cuộc cải cách căn bản theo định hướng thị trường cùng với cuộc "big bang" của Ba Lan, cũng được gọi là "liệu pháp sốc".

## Nền kinh tế hậu Xô viết

### Liệu pháp sốc

Kinh tế Nga từ khi Liên bang Xô viết tan vỡ

Sự chuyển đổi của nền kinh tế nhà nước lớn nhất thế giới sang một nền kinh tế thị trường sẽ luôn gặp phải những khó khăn to lớn bất kể sự lựa chọn chính sách. Các chính sách được lựa chọn cho sự chuyển đổi này là (1) tự do hóa, (2) ổn định hóa, và (3) tư nhân hóa. Các chính sách này dựa trên  "Washington Consensus"  tân tự do của Quỹ tiền tệ quốc tế, Ngân hàng thế giới, và Bộ tài chính Mỹ.
Các chương trình tự do hóa và ổn định hóa được thiết kế bởi phó thủ tướng Yegor Gaidar của Yeltsin, một nhà kinh tế có khuynh hướng tự do 35 tuổi và ủng hộ mạnh mẽ sự cải tổ triệt để, và được nhiều người coi là một người ủng hộ "liệu pháp sốc". Liệu pháp sốc bắt đầu chỉ vài ngày sau khi Liên xô tan rã, khi vào ngày 2 tháng 1 năm 1992, Tổng thống Nga Boris Yeltsin ra sắc lệnh tự do hóa thương mại nước ngoài, giá cả và tiền tệ. Sắc lệnh dẫn tới sự hủy bỏ các biện pháp quản lý giá thời Liên xô nhằm đưa hàng hóa vào trong các cửa hàng đang trống rỗng của Nga, loai bỏ các rào cản pháp lý với việc trao đổi và sản xuất tư nhân, và cắt bỏ các khoản trợ cấp dành cho các nông trại và cơ sở công nghiệp nhà nước trong khi cho phép những khoản nhập khẩu nước ngoài vào trong nước Nga nhằm phá vỡ sự độc quyền của các doanh nghiệp nhà nước.
Những kết quả một phần của việc tự do hóa (dỡ bỏ các biện pháp quản lý giá) gồm việc làm trầm trọng thêm tình trạng siêu lạm phát vốn dĩ đã nghiêm trọng, ban đầu bởi việc thả nổi tiền tệ trở nên tồi tệ thêm sau khi ngân hàng trung ương, một cơ quan dưới sự quản lý của nghị viện, tối quan trọng với các cuộc cải cách của Yeltsin thiếu nguồn tu và phải in thêm tiền để cân bằng các khoản nợ. Điều này dẫn tới tình trạng hầu như phá sản của đa phần ngành công nghiệp Nga.
Quá trình tư nhân hóa mang lại cơ hội cho một số người và tước đi lợi ích của những người khác, tùy thuộc theo cách các ngành công nghiệp, tầng lớp, nhóm tuổi, nhóm sắc tộc, vùng và các yếu tố khác của xã hội Nga được phân bố. Một số người được hưởng lợi nhờ sự cạnh tranh tự do; những người khác phải chịu thiệt. Trong số những người được lợi có tầng lớp doanh nhân mới và những kẻ chợ đen xuất hiện cùng với chương trình perestroika của Mikhail Gorbachev. Nhưng việc thả nổi giá cả đồng nghĩa với việc những người già và người có thu nhập cố định bị tụt giảm tiêu chuẩn sống mạnh, và nhiều người thấy khoản tiết kiệm cả đời của mình đột nhiên biến mất.
Với tỷ lệ lạm phát ở mức hai con số mỗi tháng, hậu quả của việc in thêm tiền, sự ổn định vi mô được đưa ra để giải quyết tình trạng này. Sự ổn định hóa, cũng được gọi là điều chỉnh cơ cấu, là một chính sách hà khắc (chính sách tiền tệ và chính sách thuế thắt chặt) cho nền kinh tế theo đó chính phủ tìm cách kiểm soát lạm phát. Dưới chương trình ổn định hóa, chính phủ để hầu hết các loại giá cả được thả nổi, nâng tỷ lệ lợi tức lên mức cao kỷ lục, đưa ra các loại thuế mới, cắt giảm mạnh mẽ các khoản trợ cấp của chính phủ dành cho công nghiệp và xây dựng, và thực hiện cắt giảm mạnh mẽ các khoản chi tiêu an sinh. Các chính sách này gây ra tình trạng khó khăn rộng lớn khi nhiều doanh nghiệp nhà nước bỗng thấy mình không được chỉ đạo cũng như không còn các khoản tài chính. Một cuộc khủng hoảng tín dụng sâu rộng làm đóng cửa nhiều ngành công nghiệp và dẫn tới một tình trạng giảm phát kéo dài.
Chương trình phân phối với mục tiêu hạn chế áp lực lạm phát bên trong nền kinh tế để các nhà sản xuất có thể bắt đầu đưa ra những quyết định nhạy cảm về sản xuất, giá cả và đầu tư thay vì tình trạng lạm dụng kinh niên các nguồn tài nguyên - một vấn đề đã gây ra tình trạng thiếu hụt hàng hóa tiêu dùng tại Liên xô trong thập nhiên 1980. Bằng cách để thị trường thay vì những nhà hoạch định chính sách quyết định giá cả, sản lượng, mức sản xuất, và loại hàng hóa, những nhà cải cách dự định tạo ra một cơ cấu khuyến khích bên trong nền kinh tế theo đó tính hiệu quả và sự liều lĩnh sẽ được hưởng lợi và những thứ vứt đi cùng cách quản lý cẩu thả sẽ bị loại bỏ. Các kiến trúc sư của cuộc cải cách cho rằng việc loại bỏ những nguyên nhân của tình trạng lạm phát kinh niên là một tiền đề cho mọi cuộc cải cách khác; tình trạng siêu lạm phát sẽ gây hại tới cả nền dân chủ và quá trình kinh tế; họ cũng cho rằng chỉ bằng cách ổn định ngân sách quốc gia chính phủ mới có thể loại bỏ nền kinh tế kế hoạch hóa của Liên xô và tạo ra một nước Nga tư bản mới.

### Những cản trở với cuộc cải cách tư bản tại Nga
Một lý do chính khiến quá trình chuyển tiếp tại Nga quá khó khăn là bởi nước này cùng lúc chú ý tới cả các định chế kinh tế và chính trị thời Xô viết của họ. Ngoài ra, Nga cũng đang tự tạo hình ảnh mình như một quốc gia mới sau sự tan rã của liên bang.
Liên Xô cũ phải đối mặt với một số cản trở đặc trưng trong quá trình chuyển tiếp hậu Xô viết. Những cản trở này có thể đã khiến nước Nga có một cơ bản kém hơn nhiều so với các quốc gia cộng sản cũ ở phía tây cũng đang trải qua quá trình chuyển tiếp kinh tế và chính trị cùng lúc như Ba Lan, Hungary, và Cộng hòa Séc, vốn đã vượt hơn nhiều từ sự sụp đổ của khối Đông Âu trong giai đoạn 1989 và 1991.
Vấn đề lớn đầu tiên nước Nga phải đối mặt là di sản từ sự cam kết to lớn của Liên Xô từ cuộc Chiến tranh lạnh. Cuối thập niên 1980, Liên Xô chi một phần tư Tổng sản phẩm quốc nội cho lĩnh vực quốc phòng (ở thời điểm ấy hầu hết các nhà phân tích phương Tây tin rằng con số này là 15%). Cùng thời điểm, các tổ hợp quân sự - công nghiệp sử dụng ít nhất một phần năm lao động tại Liên Xô. Ở một số vùng của Nga, ít nhất một nửa lượng nhân lực làm việc tại các nhà máy quốc phòng. (Các con số so sánh của Hoa Kỳ là gần một phần mười sáu tổng sản phẩm quốc nội và khoảng một phần mười sáu lượng nhân lực). Sự chấm dứt của cuộc Chiến tranh Lạnh và sự cắt giảm chi tiêu quốc phòng ảnh hưởng lớn tới các nhà máy này, và thường họ không thể nhanh chóng tái trang bị, đào tạo lại công nhân và tìm ra các thị trường mới để thích ứng với thời kỳ hậu Chiến tranh Lạnh và hậu Xô viết. Trong quá trình chuyển đổi một lượng lớn cơ quan giàu kinh nghiệm, chuyên gia có trình độ và kỹ thuật đã mất đi, khi các nhà máy thỉnh thoảng phải chuyển từ việc sản xuất thiết bị quân sự kỹ thuật cao sang chế tạo các sản phẩm gia dụng.
Một trở ngại thứ hai, một phần liên quan tới sự rộng lớn và đa dạng địa lý của lãnh thổ Nga, là số lượng khá lớn các nền kinh tế vùng "đơn ngành" (các vùng hầu như chỉ có một ngành công nghiệp) mà nước Nga được thừa kế từ Liên Xô. Sự tập trung sản xuất trong một số lượng khá nhỏ các doanh nghiệp lớn của nhà nước đồng nghĩa với việc nhiều chính quyền địa phương hoàn toàn phụ thuộc vào sức khỏe của một cá nhân duy nhất; khi Liên bang Xô viết tan rã và các quan hệ kinh tế giữa các nước cộng hòa thuộc Liên xô và thậm chí giữa các vùng trở nên gay gắt, sản xuất trong toàn thể quốc gia giảm hơn 50%. Gần một nửa các thành phố của Nga chỉ có một doanh nghiệp công nghiệp duy nhất, và ba phần tư không có hơn bốn doanh nghiệp. Vì thế, sự sụt giảm sản xuất dẫn tới tình trạng thất nghiệp và thiếu việc làm nghiêm trọng.
Thứ ba, nước Nga hậu Xô viết không được thừa hưởng một hệ thống an sinh xã hội quốc gia từ Liên xô. Thay vào đó, các công ty, chủ yếu là những tập đoàn công nghiệp lớn, theo truyền thống chịu trách nhiệm về rất nhiều mặt an sinh xã hội và cung cấp nhà ở cho công nhân, chăm sóc sức khỏe, hưu trí, giáo dục và các mặt tương tự. Các thị trấn trái lại không sở hữu các cơ sở cũng như ngân quỹ cho việc cung cấp các dịch vụ xã hội cơ bản. Công nhân phụ thuộc lớn vào các công ty của mình. Vì vậy, sự chuyển tiếp kinh tế đã tạo ra các vấn đề nghiêm trọng trong việc duy trì an sinh xã hội bởi các chính quyền địa phương không thể đảm đương những trách nhiệm hành chính cho các chức năng đó.
Cuối cùng, có một sự thiếu hụt lớn về con người dẫn tới sự sai sót của những cuộc cải cách hậu Xô viết tại Nga. Dân cư Liên xô cũ không cần quan tâm quá tới giáo dục. Biết chữ hầu như là phổ thông, và mức độ giáo dục của dân cư Liên xô nằm ở mức cao nhất thế giới về khoa học, công nghệ và một số ngành kỹ thuật. Nhưng người Liên xô ít chú ý tới cái được gọi là "nghệ thuật tự do" ở phương Tây. Các nhà quản lý tại các doanh nghiệp nhà nước Liên xô quả thật có kỹ năng cao trong việc xử lý những yêu cầu họ nhận được theo hệ thống các mục tiêu sản xuất kế hoạch. Nhưng hệ thống khuyến khích được xây dựng bên trong các định chế nhà nước và các ngành công nghiệp thời Liên xô khuyến khích kỹ năng trong việc xử lý với nền kinh tế kế hoạch nhà nước, không khuyến khích thái độ chấp nhận mạo hiểm của nền kinh tế thị trường tư bản. Ví dụ, các giám đốc các công ty nhà nước Liên xô được khen thưởng vì đạt các mục tiêu sản xuất dưới các điều kiện khó khăn, như không chắc chắn về việc nhu cầu nguyên liệu có được đáp ứng kịp thời không. Như đã nói, họ cũng chịu trách nhiệm về rất nhiều lĩnh vực an sinh cho các công nhân, gia đình họ và những người dân ở thị trấn và khu vực nơi họ có nhà máy. Tuy nhiên, lợi nhuận và hiệu năng nói chung không phải là những ưu tiên hàng đầu với các giám đốc doanh nghiệp thời Liên xô. Vì thế, hầu hết người lao động và quản lý ở Liên xô lần đầu tiên phải đối mặt với các điều kiện kinh tế yêu cầu phải đưa ra quyết định của một nền kinh tế thị trường.

### Giảm phát kinh tế và khó khăn xã hội

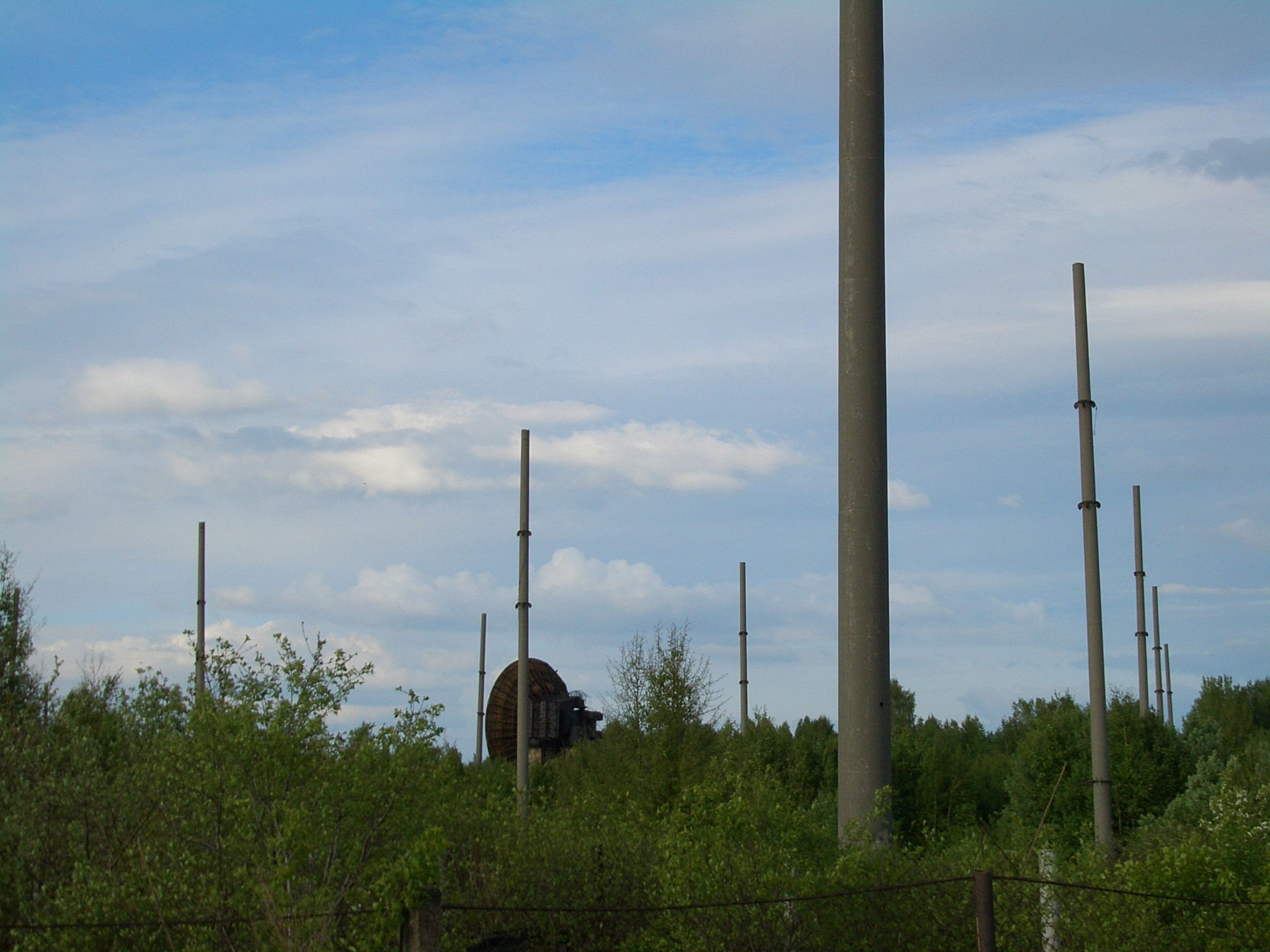
Một trạm kính viễn vọng radio bị bỏ hoang gần Nizhny Novgorod. (Ảnh chụp năm 2006; tới năm 2008, các kính viễn vọng đã bị dỡ bỏ)

Nền kinh tế Nga rơi vào tình trạng giảm phát sâu hồi giữa thập niên 1990, và bị ảnh hưởng thêm nữa bởi cuộc khủng hoảng tài chính năm 1998, và sau đó bắt đầu hồi phục năm 1999–2000. Theo các thống kê của chính phủ Nga, sự suy sụp kinh tế còn nghiêm trọng hơn cuộc Đại giảm phát ở Hoa Kỳ về Tổng sản phẩm quốc nội. Nó khoảng bằng một nửa hậu quả của cuộc Thế chiến I thảm khốc, sự sụp đổ của chế độ Sa hoàng, và cuộc Nội chiến Nga.
Sau sự sụp đổ kinh tế đầu thập niên 1990, Nga đối mặt với tình trạng gia tăng nghèo đói và bất bình đẳng kinh tế mạnh mẽ. Những ước tính của Ngân hàng Thế giới dựa trên cả dữ liệu kinh tế vi mô và những nghiên cứu về mức thu nhập hộ và chi tiêu cho thấy trong khi 1.5% dân số sống dưới ngưỡng nghèo khổ (được xác định là mức thu nhập tương đương $25 một tháng) hồi cuối thời kỳ Xô viết, tới giữa năm 1993 khoảng 39% tới 49% dân số sống dưới ngưỡng nghèo khổ. Thu nhập trên đầu người giảm thêm 15% vào năm 1998, theo các con số của chính phủ.
Những chỉ số sức khỏe cộng đồng cũng cho thấy tình trạng sụt giảm nghiêm trọng tương tự. Năm 1999, tổng dân số giảm khoảng ba phần tư triệu người. Trong lúc đó tuổi thọ của nam giới giảm từ sáu tư tuổi năm 1990 xuống còn năm bảy năm 1994, tuổi thọ nữ giảm từ bảy tư xuống khoảng bảy mốt tuổi. Cả các chỉ số sức khỏe và sự gia tăng mạnh số ca tử vong ở chủ yếu là thanh niên vì các lý do phi tự nhiên (như giết hại, tự tử và tai nạn gây ra bởi sự giảm sút chăm sóc tới an toàn) góp một phần lớn vào khuynh hướng này. Ở thời điểm năm 2004, tuổi thọ đã cao hơn mức đỉnh điểm khủng hoảng năm 1994, tuy nhiên vẫn thấp hơn mức năm 1990.

### Phản ứng dữ dội
Cải cách cơ cấu và sự mất giá nghiêm trọng của đồng rúp đã hạ thấp mức sống của hầu hết các bộ phận người dân Nga. Kết quả là, đã có sự phản đối chính trị mạnh mẽ cuộc cải cách. Dân chủ hóa đã mở ra các kênh chính trị để trút những nỗi thất vọng này, trong đó chuyển thành phiếu bầu cho các ứng cử viên chống cải cách, đặc biệt là những người thuộc Đảng Cộng sản Liên bang Nga và các liên minh của họ ở Duma. Các cử tri Nga, có thể bỏ phiếu cho các đảng đối lập trong những năm 1990, thường từ chối các cải cách kinh tế và khao khát sự ổn định và an ninh của thời kỳ Xô Viết. Đây là những nhóm được hưởng các lợi ích của tiền lương và giá cả do Liên Xô kiểm soát, chi tiêu nhà nước cao để trợ cấp cho các lĩnh vực ưu tiên của nền kinh tế, bảo vệ khỏi sự cạnh tranh với các ngành công nghiệp nước ngoài và các chương trình trợ cấp phúc lợi. Trong những năm Yeltsin lãnh đạo vào những năm 1990, các nhóm chống cải cách này được tổ chức tốt, bày tỏ sự phản đối cải cách thông qua các công đoàn mạnh, các hiệp hội công ty nhà nước và các đảng chính trị trong quốc hội được quần chúng bầu có các thành phần chính nằm trong số dễ bị cải cách. Một chủ đề liên tục trong lịch sử Nga trong những năm 1990 là xung đột giữa các nhà cải cách kinh tế và những kẻ thù với chủ nghĩa tư bản mới. 

### Cải cách bằng sắc lệnh
Vào ngày 2/1/1992, Yeltsin, đóng vai trò thủ tướng, ban hành các thành phần cải cách kinh tế toàn diện nhất bằng sắc lệnh, qua đó phá vỡ Xô viết Tối cao Nga và Đại hội Đại biểu Nhân dân Nga, được bầu vào tháng 3 năm 1990, trước khi giải thể Liên Xô. Điều này tránh cho Yeltsin khỏi phải đàm phán và tranh luận với các đại biểu Xô viết, nó cũng loại bỏ bất kỳ cuộc thảo luận có ý nghĩa nào về hành động đúng đắn cho đất nước. Tuy nhiên, cải cách triệt để tiếp tục phải đối mặt với một số rào cản chính trị quan trọng. Ngân hàng Trung ương hậu Liên Xô vẫn phụ thuộc vào Xô Viết tối cao bảo thủ, người tiếp tục ủng hộ các chính sách xã hội chủ nghĩa đối lập với Yeltsin và Tổng thống. Trong thời kỳ siêu lạm phát năm 1992-1993, Ngân hàng Trung ương thực sự đã cố gắng làm hỏng các cải cách bằng cách tích cực in thêm tiền trong giai đoạn lạm phát này. Rốt cuộc, chính phủ Nga thiếu doanh thu và buộc phải in tiền để trả nợ cho các khoản nợ của mình. Kết quả là, lạm phát bùng nổ thành siêu lạm phát, và nền kinh tế Nga tiếp tục rơi vào tình trạng suy thoái nghiêm trọng hơn bao giờ hết.

## Khủng hoảng

### Khủng hoảng Hiến pháp
Cuộc chiến cho trung tâm quyền lực ở Nga sau sự sụp đổ của Liên Xô và vì bản chất của cải cách kinh tế lên đến đỉnh điểm vào cuộc khủng hoảng chính trị và đổ máu vào mùa thu năm 1993. Yeltsin, người đại diện cho một quá trình tư nhân hóa triệt để, đã bị Xô viết Tối cao phản đối. Đối mặt với sự phản đối các quyền hạn sắc lệnh của tổng thống và bị đe dọa luận tội, ông đã "giải tán" quốc hội vào ngày 21 tháng 9, trái với hiến pháp hiện hành, và ra lệnh bầu cử mới và trưng cầu dân ý về hiến pháp mới. Sau đó, quốc hội tuyên bố Yeltsin đã bị phế truất và bổ nhiệm tổng thống tạm quyền là Alexanderr Rutskoy vào ngày 22 tháng 9. Căng thẳng được đẩy lên cao nhanh chóng và các vấn đề tiếp sau các cuộc bạo loạn trên đường phố vào ngày 2/10-3/10. Ngày 4 tháng 10, Yeltsin đã ra lệnh cho Lực lượng đặc biệt và các đơn vị quân đội tinh nhuệ xông vào tòa nhà quốc hội, "Nhà trắng" như tên gọi của nó. Những chiếc xe tăng bắn vào phía trên tòa nhà quốc hội. Rutskoy, Ruslan Khasbulatov và những người ủng hộ quốc hội khác đã đầu hàng và ngay lập tức bị bắt và bỏ tù. Số lượng chính thức là 187 người chết, 437 người bị thương (bao gồm cả hai phía).
Do đó, thời kỳ quá độ trong chính trị Nga thời hậu Xô viết đã chấm dứt. Một hiến pháp mới đã được trưng cầu dân ý vào tháng 12 năm 1993. Nga củng cố hệ thống Tổng thống. Cơ bản tư nhân hóa thắng thế. Mặc dù các nhà lãnh đạo quốc hội cũ đã được thả ra mà không cần xét xử vào ngày 26 tháng 2 năm 1994, nhưng sau đó họ không được đóng một vai trò mở trong chính trị sau đó. Mặc dù cuộc đụng độ với hành pháp sẽ tiếp tục, nhưng quốc hội Nga được tu sửa lại có quyền hạn lớn hơn.

### Cuộc chiến Chechen lần thứ nhất
Năm 1994, Yeltsin phái 40,000 quân tới khu vực phía nam Chechnya để ngăn chặn việc ly khai khỏi Nga. Cách 1,000 dặm (1,600 km) về phía nam Moscow, chủ yếu là người Hồi giáo Chechnya sống tại đây trong nhiều thế kỷ. Dzhokhar Dudayev, tổng thống Cộng hòa Chechnya, đã  đưa nước cộng hòa ra khỏi Liên bang Nga, và tuyên bố độc lập của Chechnya vào năm 1991. Nga nhanh chóng bị sa lầy như Hoa Kỳ trong Chiến tranh Việt Nam. Người Nga tấn công thủ đô Grozny của Chechen trong tuần đầu tiên của tháng 1 năm 1995, khoảng 25,000 dân thường đã chết dưới các cuộc không kích kéo dài hàng tuần và pháo binh trong thành phố bị phong tỏa. Việc sử dụng phổ biến pháo binh và không kích vẫn là chiến lược ưu tiên trong suốt chiến dịch của Nga. Mặc dù vậy, lực lượng Chechen đã bắt giữ hàng ngàn con tin Nga, đồng thời gây ra những tổn thất cho quân đội Nga. Quân đội Nga đã không bảo đảm giữ được thủ đô Grozny vào cuối năm đó.
Người Nga cuối cùng đã giành được quyền kiểm soát Grozny vào tháng 2 năm 1995 sau khi giao tranh nặng nề. Vào tháng 8 năm 1996, Yeltsin đã đồng ý ngừng bắn với các nhà lãnh đạo Chechen và một hiệp ước hòa bình được ký chính thức vào tháng 5 năm 1997. Tuy nhiên, cuộc xung đột đã được nối lại vào năm 1999, do đó khiến cho hòa bình năm 1997 trở nên vô nghĩa. Lần này cuộc nổi loạn đã bị Vladimir Putin đập tan.

### Sự trỗi dậy của giới tài phiệt
Các cơ hội tư bản mới được đưa ra bởi sự mở cửa của nền kinh tế Nga vào cuối những năm 1980 và đầu những năm 1990 đã ảnh hưởng đến lợi ích của nhiều người. Khi hệ thống của Liên Xô đang bị dỡ bỏ, các ông chủ và nhà kỹ trị có uy tín trong Đảng Cộng sản, KGB và Komsomol (Đoàn Thanh niên Liên Xô) đang kiếm tiền từ quyền lực và đặc quyền thời Liên Xô. Một số người lặng lẽ thanh lý tài sản tổ chức của họ và tiết lộ số tiền thu được trong các tài khoản và đầu tư ở nước ngoài. Những người khác tạo ra các ngân hàng và doanh nghiệp ở Nga, tận dụng các chức vụ của họ để giành được các hợp đồng và giấy phép độc quyền của chính phủ và để có được các khoản tín dụng và vật tư tài chính ở mức giá thấp, được nhà nước trợ cấp để giao dịch kinh doanh với giá cao so với giá trị thị trường. Vận may lớn đã được thực hiện gần như chỉ sau một đêm.
Đồng thời, một vài người trẻ tuổi, không có nhiều địa vị xã hội, đã nhìn thấy cơ hội trong sự nhầm lẫn về kinh tế và pháp lý của quá trình chuyển đổi. Từ năm 1987 đến năm 1992, kinh doanh tài nguyên thiên nhiên và ngoại tệ, cũng như nhập khẩu hàng tiêu dùng có nhu cầu cao và sau đó sản xuất các sản phẩm thay thế gia công, nhanh chóng cho phép các doanh nhân tiên phong này tích lũy được của cải. Đổi lại, các thị trường dựa trên tiền mặt mới nổi đã tạo ra một số lượng lớn các băng đảng.
Vào giữa những năm 1990, các cựu lãnh đạo nomenklatura có mối quan hệ tốt đã tích lũy được nguồn tài chính đáng kể, trong khi đó, các doanh nhân thành công nhất đã làm quen với các quan chức chính phủ và các chính trị gia. Tư nhân hóa các doanh nghiệp nhà nước là một cơ hội duy nhất bởi vì nó đã cho nhiều người có được sự giàu có vào đầu những năm 1990 có cơ hội chuyển đổi nó thành cổ phần của các doanh nghiệp tư nhân hóa.
Chính phủ Yeltsin hy vọng sẽ sử dụng tư nhân hóa để truyền bá quyền sở hữu cổ phần trong các doanh nghiệp nhà nước trước đây càng rộng càng tốt để tạo ra sự hỗ trợ chính trị cho chính phủ và cải cách của ông. Chính phủ đã sử dụng một hệ thống các chứng từ miễn phí như một cách để tư nhân hóa đại chúng bắt đầu. Nhưng nó cũng cho phép mọi người mua cổ phiếu của các doanh nghiệp tư nhân bằng tiền mặt. Mặc dù ban đầu, mỗi người dân nhận được một phiếu mua hàng có mệnh giá bằng nhau, trong vòng vài tháng, hầu hết các chứng từ đã hội tụ trong tay các trung gian đã sẵn sàng mua chúng để lấy tiền mặt ngay lập tức.
Khi chính phủ kết thúc giai đoạn tư nhân hóa chứng từ và triển khai tư nhân hóa tiền mặt, họ đã nghĩ ra một chương trình mà họ nghĩ rằng sẽ đồng thời đẩy nhanh quá trình tư nhân hóa và mang lại cho chính phủ một lượng tiền mặt rất cần thiết cho nhu cầu hoạt động của mình. Theo kế hoạch, vốn nhanh chóng được biết đến ở phương Tây là "cho vay cổ phiếu", chế độ Yeltsin đã bán đấu giá các gói cổ phiếu đáng kể trong một số doanh nghiệp mong muốn nhất của họ, như các công ty năng lượng, viễn thông và luyện kim, làm tài sản thế chấp ngân hàng cho vay.
Để đổi lấy các khoản vay, nhà nước đã bàn giao tài sản trị giá gấp nhiều lần. Theo các điều khoản của thỏa thuận, nếu chính phủ Yeltsin không hoàn trả các khoản vay vào tháng 9 năm 1996, người cho vay có được quyền sở hữu cổ phiếu và sau đó có thể bán lại nó hoặc nắm giữ vị thế vốn chủ sở hữu trong doanh nghiệp. Các cuộc đấu giá đầu tiên được tổ chức vào mùa thu năm 1995. Bản thân các cuộc đấu giá thường được tổ chức theo cách như vậy để hạn chế số lượng ngân hàng đấu thầu cổ phần và do đó giữ giá đấu giá cực thấp. Vào mùa hè năm 1996, các gói cổ phiếu lớn ở một số công ty lớn nhất của Nga đã được chuyển sang một số ít ngân hàng lớn, do đó cho phép một số ngân hàng mạnh có được cổ phần sở hữu đáng kể so với các công ty lớn với giá thấp đến kinh ngạc. Những thỏa thuận này đã mang lại hiệu quả của các tài sản nhà nước có giá trị cho một số nhóm tài chính mạnh, được kết nối tốt và giàu có.
Sự tập trung của sức mạnh tài chính và công nghiệp to lớn, mà các khoản vay cho cổ phiếu đã hỗ trợ, đã mở rộng ra các phương tiện truyền thông đại chúng. Một trong những nhân vật nổi bật nhất trong số các ông trùm tài chính, ông Vladimir Berezovsky, người kiểm soát các cổ phần lớn ở một số ngân hàng và công ty, đã gây ảnh hưởng sâu rộng đến chương trình truyền hình nhà nước trong một thời gian. Berezovsky và các ông trùm cực kỳ giàu có, có quan hệ tốt khác, những người kiểm soát các đế chế tài chính, công nghiệp, năng lượng, viễn thông và truyền thông lớn này được gọi là "tài phiệt Nga". Cùng với Berezovsky, Mikhail Khodorkovsky, Roman Abramovich, Vladimir Potanin, Vladimir Bogdanov, Rem Viakhirev, Vagit Alekperov, Viktor Chernomyrdin, Viktor Vekselberg và Mikhail Fridman nổi lên như những nhà tài phiệt đầy quyền lực và nổi bật nhất của Nga.
Một nhóm nhỏ sử dụng các kết nối của họ được xây dựng trong những ngày cuối cùng của Liên Xô để phù hợp với nguồn lực khổng lồ của Nga trong thời kỳ tư nhân hóa tràn lan trong những năm Yeltsin, giới tài phiệt nổi lên như những kẻ đáng ghét nhất trong quốc gia. Thế giới phương Tây nói chung ủng hộ việc dỡ bỏ nhanh chóng nền kinh tế kế hoạch của Liên Xô để mở đường cho "cải cách thị trường tự do", nhưng sau đó bày tỏ sự thất vọng về sức mạnh mới và tham nhũng của các "tài phiệt".

### Bầu cử Tổng thống năm 1996

#### Chiến dịch
Đầu chiến dịch, người ta đã nghĩ rằng Yeltsin, người có sức khỏe không tốt (vừa đi chữa bệnh sau một loạt các cơn đau tim) và hành vi đôi khi thất thường, có rất ít cơ hội để tái cử. Khi chiến dịch mở cửa vào đầu năm 1996, mức độ phổ thông của Yeltsin gần bằng không. Trong khi đó, Đảng Cộng sản đối lập của Liên bang Nga đã giành được quyền bầu cử quốc hội vào ngày 17 tháng 12 năm 1995, và ứng cử viên của nó, Gennady Zyuganov, có tổ chức cơ sở mạnh mẽ, đặc biệt là ở các vùng nông thôn và thị trấn nhỏ, và đã kháng cáo thành công để ký ức về những ngày xưa của uy tín của Liên Xô trên trường quốc tế và trật tự trong nước xã hội chủ nghĩa.
Sự hoảng loạn đã tấn công nhóm Yeltsin khi các cuộc thăm dò dư luận cho rằng tổng thống ốm yếu không thể giành chiến thắng; các thành viên trong nhóm của ông đã thúc giục ông hủy bỏ cuộc bầu cử tổng thống và quản lý hiệu quả với tư cách là người cai trị. Thay vào đó, Yeltsin đã thay đổi nhóm chiến dịch của mình, giao một vai trò quan trọng cho con gái của mình, Tatyana Dyachenko và bổ nhiệm người quản lý chiến dịch Anatoly Chubais. Chubais, người không chỉ là người quản lý chiến dịch của Yeltsin mà còn là kiến trúc sư của chương trình tư nhân hóa của Nga, đã bắt đầu sử dụng quyền kiểm soát chương trình tư nhân hóa của mình như là công cụ chính của chiến dịch tái tranh cử của Yeltsin.
Phạm vi ảnh hưởng của tổng thống chỉ có một thời gian ngắn để hành động tư nhân hóa; do đó, cần phải thực hiện các bước có tác động lớn và ngay lập tức, khiến cho việc đảo ngược cải cách trở nên vô cùng tốn kém cho các đối thủ của họ. Giải pháp của Chubais là đồng lựa chọn các lợi ích tiềm năng, bao gồm cả giám đốc doanh nghiệp và các quan chức khu vực, để đảm bảo sự tái cử của Yeltsin.
Vị trí của các giám đốc doanh nghiệp đối với chương trình là rất cần thiết để duy trì sự ổn định kinh tế và xã hội trong nước. Các nhà quản lý đại diện cho một trong những lợi ích tập thể mạnh mẽ nhất trong cả nước; chính các nhà quản lý doanh nghiệp có thể đảm bảo rằng lao động không nổ ra trong một làn sóng đình công lớn. Chính phủ, do đó, đã không cố gắng chống lại xu hướng tư nhân hóa chứng từ để biến thành "tư nhân hóa nội bộ", trong đó các quan chức doanh nghiệp cao cấp mua lại tỷ lệ cổ phần lớn nhất trong các công ty tư nhân hóa. Do đó, Chubais cho phép các nhân viên có kết nối tốt có được phần lớn cổ phần trong các doanh nghiệp. Đây được chứng minh là hình thức tư nhân hóa được sử dụng rộng rãi nhất ở Nga. Ba phần tư doanh nghiệp tư nhân đã chọn phương pháp này, thường sử dụng các chứng từ.
Sự hỗ trợ từ các đầu sỏ chính trị cũng rất quan trọng đối với chiến dịch tái tranh cử của Yeltsin. Dấu hiệu "cho vay cổ phiếu" đã diễn ra trong thời gian sắp diễn ra cuộc bầu cử tổng thống năm 1996 tại thời điểm xuất hiện rằng Zyuganov có thể đánh bại Yeltsin. Yeltsin và nhóm của ông đã cho các đầu sỏ cơ hội kiếm được một số tài sản đáng mơ ước nhất của Nga để đổi lấy sự giúp đỡ của họ trong nỗ lực tái tranh cử. Đầu sỏ lần lượt, đáp lại sự ủng hộ.
Vào mùa xuân năm 1996, với mức độ phổ thông của Yeltsin ở mức thấp, Chubais và Yeltsin đã tuyển mộ một nhóm gồm sáu nhà tài chính và đại gia truyền thông hàng đầu của Nga (tất cả các đầu sỏ), người đã tài trợ cho chiến dịch Yeltsin với số tiền 3 triệu đô la và được đưa tin trực tiếp trên truyền hình phục vụ chiến lược chiến dịch của tổng thống. Các phương tiện truyền thông đã vẽ một bức tranh về sự lựa chọn định mệnh cho Nga, giữa Yeltsin và "trở lại chế độ toàn trị". Những kẻ đầu sỏ thậm chí còn chơi trò đe dọa nội chiến nếu một người Cộng sản được bầu làm tổng thống.
Ở các vùng xa xôi hẻo lánh của đất nước, chiến dịch Yeltsin dựa vào mối quan hệ của nó với các đồng minh khác, mối quan hệ quen thuộc của các thống đốc địa phương, hầu hết được tổng thống chỉ định.
Chiến dịch Zyuganov có tổ chức cơ sở vững mạnh, nhưng đơn giản là không phù hợp với nguồn tài chính để bảo trợ rằng chiến dịch Yeltsin có thể trở thành thống chế.
Yeltsin vận động mạnh mẽ, xua tan những lo ngại về sức khỏe của ông, khai thác tất cả những lợi thế của sự đương nhiệm để duy trì một hồ sơ truyền thông cao. Để xoa dịu sự bất bình của cử tri, ông đưa ra tuyên bố rằng ông sẽ từ bỏ một số cải cách kinh tế không phổ biến và tăng chi tiêu phúc lợi, chấm dứt chiến tranh ở Chechnya, trả lương và trợ cấp hưu trí, và bãi bỏ lời hứa của quân đội (ông không tuân theo lời hứa của mình sau khi bầu cử, ngoại trừ chấm dứt chiến tranh Chechen, đã bị tạm dừng 3 năm). Chiến dịch của Yeltsin cũng nhận được sự thúc đẩy từ việc công bố khoản vay trị giá 10 tỷ USD cho chính phủ Nga từ Quỹ Tiền tệ Quốc tế.
Grigory Yavlinsky là sự thay thế tự do cho Yeltsin và Zyuganov. Anh ta đã kêu gọi một tầng lớp trung lưu được giáo dục tốt, coi Yeltsin là một kẻ nghiện rượu bất tài và Zyuganov là một người bị bỏ rơi từ thời Liên Xô. Thấy Yavlinsky là một mối đe dọa, những người ủng hộ bên trong của Yeltsin đã làm việc để phân chia diễn ngôn chính trị, do đó loại trừ một đối thủ và thuyết phục cử tri rằng chỉ Yeltsin mới có thể đánh bại "mối đe dọa" của Cộng sản. Cuộc bầu cử đã trở thành một cuộc đua hai người, và Zyuganov, người thiếu nguồn lực và sự hỗ trợ tài chính như Yeltsin, đã bị loại bỏ.

#### Bầu cử
Tỷ lệ cử tri đi bầu trong vòng bỏ phiếu đầu tiên vào ngày 16 tháng 6 là 69,8%. Theo kết quả được công bố vào ngày 17 tháng 6, Yeltsin đã giành được 35% số phiếu bầu; Zyuganov giành được 32%; Aleksandr Lebed, một cựu tướng quân dân túy, cao đáng ngạc nhiên 14,5%; ứng cử viên tự do Grigory Yavlinsky 7,4%; người theo chủ nghĩa dân tộc cực hữu Vladimir Zhirinovsky 5,8%; và cựu tổng thống Liên Xô Mikhail Gorbachev 0,5%. Không có ứng cử viên nào đảm bảo đa số tuyệt đối, Yeltsin và Zyuganov đã đi vào vòng bỏ phiếu thứ hai. Trong khi đó, Yeltsin đã chọn một bộ phận lớn của cử tri bằng cách bổ nhiệm Lebed vào các chức vụ cố vấn an ninh quốc gia và thư ký Hội đồng An ninh.
Cuối cùng, chiến thuật bầu cử của Yeltsin đã được đền đáp. Trong cuộc tranh cử vào ngày 3 tháng 7, với tỷ lệ bỏ phiếu là 68,9%, Yeltsin đã giành được 53,8% phiếu bầu và Zyuganov 40,3%, với phần còn lại (5,9%) bỏ phiếu "chống lại tất cả". Moscow và Saint Petersburg (trước đây là Leningrad) cùng nhau cấp hơn một nửa sự ủng hộ của tổng thống đương nhiệm, nhưng ông cũng làm tốt ở các thành phố lớn ở Urals và phía bắc và đông bắc. Yeltsin thua Zyuganov ở vùng trung tâm công nghiệp phía nam nước Nga. Đoạn đường phía nam của đất nước được gọi là "vành đai đỏ", nhấn mạnh sự kiên cường của Đảng Cộng sản trong các cuộc bầu cử kể từ khi Liên Xô tan rã.
Mặc dù Yeltsin đã hứa rằng ông sẽ từ bỏ chính sách thắt lưng buộc bụng và tăng chi tiêu công để giúp đỡ những người nghèo từ của cải cách tư bản chủ nghĩa, trong vòng một tháng của cuộc bầu cử của mình, Yeltsin đã ban hành một sắc lệnh hủy bỏ gần như tất cả những lời hứa.
Ngay sau cuộc bầu cử, sức khỏe và sự ổn định tinh thần của Yeltsin ngày càng bấp bênh. Do đó, nhiều chức năng điều hành của ông đã tập trung vào một nhóm các cố vấn (hầu hết trong số họ có liên kết chặt chẽ với các đầu sỏ chính trị).